# ゲルハルト・オピッツ
ゲルハルト・オピッツ（Gerhard Oppitz, 1953年2月5日 - ）は、ドイツ出身のピアニスト。

## 来歴
1953年、西ドイツのバイエルン州フラウエナウ生まれ。5歳でピアノを始める。11歳でハイルブロン (バーデン・ヴュルテンベルク州) にてモーツァルトのニ短調協奏曲KV.466で公式デビュー。ハイルブロンのユリウス・ロベルト・フォン・マイヤー・ギムナジウム（高校）をAbiturを得て卒業後、シュトゥットガルト芸大でパウル・ブックに、ミュンヘン音楽大学でフーゴー・シュトイラーに師事した後、1973年にはヴィルヘルム・ケンプに出会う。1977年にはドイツ人 (旧西ドイツ) として初めて、第2回ルービンシュタイン国際ピアノコンクールで優勝。1981年にはミュンヘン音楽大学の史上最年少のピアノ科教授として就任し、2012年まで教鞭を執った。
ドイツ国内はもとより世界各地で活躍しており、レコーディングも数多い。現在の専属契約先はドイツ・ヘンスラー社。ドイツ・ノイマルクトのライトシュターデルで録音されたベートーヴェン：ピアノソナタ全集も収録を終え、少しずつドイツ・ヘンスラー社より発売開始。
ベートーヴェンの次に視点を向けたのがシューベルト。今後はシューベルトのピアノ作品集がヘンスラー社よりリリースされていく予定。今や1989年のブラームス：ピアノ･ソロ作品全集、1990年代前半のマレク・ヤノフスキ指揮ゲヴァントハウス管弦楽団とのベートーヴェン：ピアノ協奏曲全集やグリーグ全集など。これまでにカルロ・マリア・ジュリーニ、サー・コリン・デイヴィス、ヴォルフガング・サヴァリッシュ、ロリン・マゼール、リッカルド・ムーティ、ズビン・メータ、サー・ネヴィル・マリナー、ケント・ナガノ等と共演している。最近はムーティからの信頼が厚く、ニューヨーク・フィルハーモニックやバイエルン放送交響楽団等との共演を重ねている。

## 出演
- 趣味百科 「ベートーベンを弾く」 （NHK教育、1994年）[2]